# Naranjito (Porto Rico)
Naranjito é um município de Porto Rico, situado na região central da ilha. Tem 73,4 km² de área e sua população em 2010 foi estimada em 27.209 habitantes. Limita com os municípios de Toa Alta, Bayamón, Comerío, Barranquitas e Corozal.